# Hymenophyllum pachydermicum
Hymenophyllum pachydermicum är en hinnbräkenväxtart som beskrevs av Vincenzo de Cesati. Hymenophyllum pachydermicum ingår i släktet Hymenophyllum och familjen Hymenophyllaceae. Inga underarter finns listade.